# Peraglyphis
Peraglyphis là một chi bướm đêm thuộc phân họ Tortricinae của họ Tortricidae.

## Các loài
- Peraglyphis aderces Common, 1963
- Peraglyphis anaptis (Meyrick, 1910)
- Peraglyphis aphanta Common, 1963
- Peraglyphis atherista Common, 1963
- Peraglyphis atimana (Meyrick, 1881)
- Peraglyphis chalepa Common, 1963
- Peraglyphis confusana (Walker, 1863)
- Peraglyphis dyscheres Common, 1963
- Peraglyphis epixantha Common, 1963
- Peraglyphis eucrines Common, 1963
- Peraglyphis hemerana (Meyrick, 1882)
- Peraglyphis idiogenes Common, 1963
- Peraglyphis lividana (Meyrick, 1881)
- Peraglyphis scepasta Common, 1963